# Quänebach
Der Quänebach (oder auch nur Quäne) ist ein rechter Zufluss der Wiederitz und befindet sich auf dem Gebiet der Städte Wilsdruff und Freital. In Wurgwitz ist eine Straße nach ihm benannt („Zur Quäne“).

## Verlauf
Der Quänebach entspringt südlich der Gemarkung Kleinopitz im Quänegrund und fließt in westlich-östlicher Richtung in kleinen Mäandern in das Döhlener Becken ab. Er durchfließt größtenteils Wiesen und Felder, im Unterlauf in Freital-Zauckerode passiert er auch Kleingartenkolonien und Wohngebiete. Dort speiste der Bach früher das Freibad „Zacke“, durch dessen Gelände er verrohrt verläuft, mit Wasser. Kurz danach mündet der Quänebach in die Wiederitz.